# Ваццано
Ваццано (итал. Vazzano) — коммуна в Италии, располагается в регионе Калабрия, подчиняется административному центру Вибо-Валентия.
Население составляет 1229 человек, плотность населения составляет 65 чел./км². Занимает площадь 19 км². Почтовый индекс — 88010. Телефонный код — 0963.
Покровителем коммуны почитается святитель Николай Мирликийский, празднование 6 декабря.
Соседние населённые пункты: Филогазо, Пиццони, Сант-Онофрио, Симбарио, Стефанакони, Валлелонга.